# IRA Quartermaster General
Der IRA Quartermaster General (QMG) (dt. Quartiermeister) war eine Schlüsselposition und ein hoher militärischer Rang in der Irish Republican Army. Der Quartermaster General gab die Mittel und Waffen für bestimmte Aktionen heraus und zog sie danach wieder ein, damit hatte er einen wesentlichen Anteil an der Planung und Ausführung der Attentate.
Vor der Reformierung der IRA-Strukturen hatte jede Einheit, jedes Bataillon und jede Brigade ihren eigenen Quartiermeister. Dieses System wurde mit der Bildung der Active Service Units aufgegeben, somit gab es ab 1977 nur noch einen Quartiermeister. Er ist für den Erwerb, die Instandhaltung und die Verstecke ihrer Waffen zuständig. Besonders wichtig wurde dieses nach 1977. Aufgrund der Strategie des Langen Krieges investierte die IRA mit ihren Quartiermeistern viel Energie in den Aufbau eines Netzwerkes, das die Belieferung mit Kriegsmaterial gewährleisten sollte. Hierbei erhielt er in den 1980er Jahren besondere Hilfe von Exil-Iren aus den USA (NORAID), der PLO und Libyen in Form von Waffenlieferungen (u. a. mehrere Tonnen Semtex). Um ihm bei diesen Operationen zu unterstützen, unterstand ihm eine Unterabteilung der Irish Republican Army.
In der Provisional IRA ist das QMG Department das größte und wichtigste. Es beansprucht um die 20 Prozent der gesamten Volunteers. Es arbeitet eng mit dem IRA Engineering Department zusammen, welches eine große Anzahl von selbstgebauten Raketen und Mörsern entwickelt hat. Der oberste Quartiermeister als Vorsitzender dieser Abteilung war damit einer der höchsten und einflussreichsten Ränge der IRA. Höher stand nur der Stabschef sowie sein Adjutant.
Eine Vielzahl von Leuten hatten den Posten des QMG inne. Einer von ihnen war Cathal Goulding, der ab 1962 Stabschef der IRA wurde und später die Official IRA  anführte. Im Jahr 1997 verließ der damalige QMG, Michael McKevitt, die Provisional IRA und gründete die abtrünnige paramilitärische Splittergruppe Real IRA. Der Übertritt dieses QMG war bedeutend, da er viele Waffen, die er durch sein „Amt“ kontrollierte, seiner neuen Organisation zukommen ließ.